# Hyophila grossidens
Hyophila grossidens är en bladmossart som beskrevs av Brotherus 1920. Hyophila grossidens ingår i släktet Hyophila och familjen Pottiaceae. Inga underarter finns listade i Catalogue of Life.